# Mordfall Johanna Bohnacker
Der Mordfall Johanna Bohnacker bezeichnet die Entführung und Tötung der achtjährigen Johanna Bohnacker in Deutschland im September 1999.
Das Mädchen war am 2. September 1999 vom Spielen nicht nach Hause gekommen. Zuletzt war sie in der Nähe des Sportplatzes von Ranstadt-Bobenhausen in der Wetterau gesehen worden. Erst am 1. April 2000 wurde ihre gefesselte und skelettierte Leiche in einem etwa 100 Kilometer entfernten Waldgebiet bei Alsfeld entdeckt.
Im Oktober 2017, mehr als 18 Jahre nach der Tat, konnte der Mörder Rick J. festgenommen werden. Die Hauptverhandlung fand seit dem 20. April 2018 vor dem Landgericht Gießen statt. Am 19. November 2018 wurde der Angeklagte zu lebenslanger Freiheitsstrafe verurteilt.

## Verschwinden und erste Fahndungsmaßnahmen
Johanna Bohnacker wurde zuletzt am 2. September 1999 gegen 17:20 Uhr in der Nähe des Sportplatzes im hessischen Ranstadt-Bobenhausen lebend gesehen (50° 22′ 7,1″ N, 9° 1′ 56,3″ O). Gegen 18 Uhr hatte eine Zeugin dort ihr verlassenes Fahrrad gesehen. Kurz vor 20 Uhr erstattete ihr Vater bei der Polizei in Büdingen Vermisstenanzeige. Einem Zeugen war im Bereich des mutmaßlichen Entführungsortes ein VW Jetta II mit einem amtlichen Kennzeichen des Hochtaunuskreises aufgefallen. Das führte zur Überprüfung von 590 Haltern eines solchen Fahrzeugs, die keine Ergebnisse erbrachte.

## Leichenfund
Am 1. April 2000 entdeckten Spaziergänger in einem Waldstück bei Alsfeld-Lingelbach, in der Nähe des Rasthofs Berfa an der Bundesautobahn 5, die skelettierte Leiche eines Kindes (50° 45′ 36″ N, 9° 21′ 32,4″ O). Kleidungsstücke vom Leichenfundort erbrachten noch vor der Bestätigung durch eine DNA-Analyse die Gewissheit, dass es sich um die vermisste Johanna Bohnacker handelte.

## Fahndung nach dem Mörder

### Daumen-Teilabdruck
Von dem an der Leiche gefundenen Klebeband wurde ein Teil-Fingerabdruck sichergestellt, der keinem der bereits im Automatisierten Fingerabdruckidentifizierungssystemen gespeicherten Abdrücken zugeordnet werden konnte. Er wies jedoch genug individuelle Merkmale auf, um den Spurengeber zweifelsfrei mit einem passenden Vergleichsabdruck identifizieren zu können.
Bei zwei Gelegenheiten wurden die Fingerabdrücke zahlreicher Männer aus der Region überprüft:
2002 gaben 448 Männer aus Ranstadt-Bobenhausen und Umgebung Finger- und Handabdrücke ab. Bei den überprüften Personen handelte es sich um die männlichen Bewohner des Ortes und des benachbarten Ortsteils Bellmuth, Männer mit einem anderen Bezug zu diesen Orten sowie Teilnehmer und Zuschauer eines Fußballspiels, das am Tag des Verschwindens von Johanna Bohnacker nahe dem Ort ihres Verschwindens stattgefunden hatte.
Erst 2003 wurde den Ermittlern bekannt, dass ein Rentner seit 1994 akribische Aufzeichnungen über die Benutzer einer nahe gelegenen Bauschuttdeponie geführt hatte. Die handschriftlichen Aufzeichnungen mit 2073 Einträgen, die das Datum der Anlieferung, die Namen und Wohnorte der Benutzer und die Kennzeichen ihrer Fahrzeuge enthielten, wurden mit den Daten bereits überprüfter Personen abgeglichen. Daraufhin wurden im April 2005 390 weitere Männer zur Abgabe von Handflächen- und Fingerabdrücken eingeladen. Bei dieser Maßnahme wurden erstmals in Deutschland bei einer Reihenuntersuchung elektronische Erfassungssysteme für Fingerabdrücke eingesetzt.

### Öffentliche Fahndung
Zehn Jahre nach der Entführung stellte die Polizei am Straßenrand in der Nähe des Entführungsortes ein großformatiges Plakat mit einem Porträt Johanna Bohnackers und dem Schriftzug „Wo sind die Mörder / Gesucht seit 02.09.99“ auf. Erklärtes Ziel dieser Aktion war es, den oder die Täter unter psychischen Druck zu setzen und mögliche Mittäter oder Zeugen zu Angaben gegenüber der Polizei zu bewegen. Zu diesem Zeitpunkt hielten die Ermittler es für möglich, dass die Tat von mehreren Personen begangen worden war. In einem Täterprofil des LKA Hessen ging man davon aus, dass der Mörder wahrscheinlich aus der Nähe stammt und das Kind ihn gekannt hatte.
Im September 2014, 15 Jahre nach der Tat, wurde der Mordfall in einer Folge der Fernsehreihe Aktenzeichen XY … ungelöst vorgestellt. Die Ausstrahlung, in der auch ein Phantombild eines Tatverdächtigen veröffentlicht wurde, erbrachte 65 Hinweise, die jedoch nicht zu einem Fahndungserfolg führten.

### Belohnung
Für Hinweise, die zur Ergreifung des Täters führen, wurde eine ungewöhnlich hohe Belohnung von 25.000 Euro ausgesetzt.

## Neue Ermittlungen im Jahr 2016
Im Zuge der routinemäßigen Überprüfung ungeklärter alter Fälle wurden 2016 die Ermittlungsakten digitalisiert und erneut ausgewertet. Die Aufgabe wurde drei Kriminalbeamten der Polizeidirektion Wetterau in Friedberg zugewiesen, die bislang nicht mit dem Fall befasst waren. Unter den von der „AG Johanna“ 2017 erneut bewerteten Personen, zu denen bereits Erkenntnisse vorlagen, gehörte auch ein zum Tatzeitpunkt 23-jähriger lediger Arbeitsloser, der in der Vergangenheit durch Verkehrs- und Drogendelikte auffällig geworden war.
Im August 2016 war diese Person von Passanten bei einem sexuell motivierten Fesselungsspiel mit einer 14-Jährigen in einem Maisfeld beobachtet worden. Von dem daraufhin eingeleiteten Strafverfahren wegen des Verdachts, gegen die sexuelle Selbstbestimmung der Jugendlichen verstoßen zu haben, erfuhren die Mordermittler des Falls Johanna Bohnacker. Weil er Klebeband zur Fesselung benutzte und es weitere Übereinstimmungen gab, wurde ein Durchsuchungsbeschluss für die Wohnung des Verdächtigen erlassen. Dort wurden als Zufallsfund mehr als 17 Millionen Dateien auf hunderten Datenträgern und hunderte Videokassetten mit teilweise kinder- und jugendpornografischem Inhalt sowie Klebebänder sichergestellt.
Daraufhin richtete das Polizeipräsidium Mittelhessen eine dreißigköpfige Sonderkommission „Johanna 2017“ ein. Der Tatverdächtige wurde observiert, neue Zeugen wurden vernommen und kriminaltechnische Gutachten erstellt. Dabei entdeckte man Übereinstimmungen des sichergestellten Teil-Fingerabdrucks  mit dem linken Daumenabdruck des Tatverdächtigen. Seine Fingerabdrücke waren bereits im Jahr 2002 überprüft worden, doch damals war die Übereinstimmung wegen Bildfehlern am Rand des abgenommenen Fingerabdrucks nicht aufgefallen.
Als weitere Indizien für die Täterschaft gelten die Übereinstimmung von Acrylfasern der Klebebänder an Johanna Bohnackers Leiche mit Fasern aus der Wohnung des Tatverdächtigen sowie die Tatsache, dass er zum Tatzeitpunkt einen VW Jetta II gefahren hatte. Er war bereits nach dem Verschwinden des Mädchens überprüft worden, den Ermittlern seinerzeit aber nicht verdächtig erschienen.
Im Zuge der neuen Ermittlungen wurde auch überprüft, ob er als Täter für weitere Morde oder Entführungen in Frage kommt. Dafür haben sich keine Anhaltspunkte ergeben. Es wurde jedoch bekannt, dass sich der Tatverdächtige am 4. August 2011 in Friedrichsdorf im Hochtaunuskreis auf eine siebenjährige Schülerin gestürzt hatte. Er stand unter Drogeneinfluss und wurde nach seiner Festnahme in eine psychiatrische Klinik eingewiesen. Da offenbar kein Entführungsversuch vorlag, wurde der Vorfall nicht mit dem Mordfall Johanna Bohnacker in Verbindung gebracht. Auch eine mögliche sexuelle Motivation des Täters wurde nicht erkannt, es wurde lediglich wegen Körperverletzung ermittelt.

## Festnahme des Tatverdächtigen
Am 25. Oktober 2017 wurde Rick J. festgenommen. Vor dem Haftrichter gestand er den überwiegenden Teil der ihm vorgeworfenen Taten; es wurde Haftbefehl wegen Mordes und besonders schwerer sexueller Nötigung erlassen. Laut Staatsanwaltschaft hat der Angeklagte Johanna Bohnackers Entführung und die zugrunde liegende sexuelle Motivation eingeräumt. Den Tod des Mädchens will er jedoch nicht vorsätzlich herbeigeführt haben, er bezeichnete ihn als Unfall.

## Strafprozess
Im Februar 2018 erhob die Staatsanwaltschaft beim Landgericht Gießen Anklage wegen Mordes und schweren sexuellen Missbrauchs von Kindern, der zufolge der Angeklagte Johanna Bohnacker am Tattag entführt, mit Chloroform betäubt, sie sexuell missbraucht und mit mehreren Lagen um den Kopf geschlungenen Klebebands geknebelt hat. Das Ersticken des Opfers hat er nach Auffassung der Staatsanwaltschaft vorsätzlich herbeigeführt. Darüber hinaus wird ihm der Besitz von mehr als 150 Bild- und Videodateien kinder- und jugendpornografischen Inhalts zur Last gelegt. Am 20. April 2018 begann vor dem Landgericht Gießen die Hauptverhandlung, für die zunächst 13 Verhandlungstage bis August 2018 angesetzt waren.
Johanna Bohnackers Mutter trat im Verfahren als Nebenklägerin auf; der Vater war bereits 2016 verstorben.
Rick J. wurde von zwei Verteidigern vertreten, darunter dem Bonner Rechtsanwalt Uwe Krechel. Dieser räumte gegenüber den Medien ein, dass sein Mandant Johanna Bohnacker entführt, mit Äther betäubt, ihr auf die Nase geschlagen, ihren Mund verklebt und sie in den Kofferraum seines Fahrzeugs gesperrt habe. Als er den Kofferraum nach einer Weile wieder geöffnet habe, sei das Mädchen tot gewesen. Krechel wies darauf hin, dass es für einen Mord keine objektiven Beweise gebe.
Rick J. wurde wegen Mordes zu lebenslanger Haft verurteilt. Die Richter stellten zudem eine besondere Schwere der Schuld fest. Nachdem der Bundesgerichtshof die Revision am 2. Oktober 2019 verwarf, ist das Urteil rechtskräftig.

## Medienresonanz
Der Fall hat in den folgenden 18 Jahren immer wieder erhebliche Medienresonanz gefunden. Dabei waren neben dem Verschwinden des Kindes und dem Auffinden der Leiche auch die Fahndungsmaßnahmen der Polizei Anlass für die Berichterstattung. Immer wieder wurde dieser Fall mit weiteren Morden oder Fällen ungeklärten Verschwindens von Mädchen bundesweit in Zusammenhang gebracht. Die Aufklärung anderer Mordfälle war wiederum Anlass für Spekulationen, der jeweilige Täter könne auch für diesen Mord verantwortlich sein, so beispielsweise im Fall des Doppelmörders Marc Hoffmann.
2002 wandten sich die Eltern Johanna Bohnackers mit einem offenen Brief an den Mörder ihrer Tochter, in dem sie an ihn appellierten, die Umstände des Todes ihrer Tochter preiszugeben.
Der Hessische Rundfunk strahlte 2012 ein Radiofeature der Gerichtsreporterin Heike Borufka mit dem Titel Der Mordfall Johanna Bohnacker aus, das mit dem Regino-Preis für herausragende Justizberichterstattung ausgezeichnet wurde.
Im September 2014 wurde der Fall ausführlich im Fernsehen bei Aktenzeichen XY … ungelöst vorgestellt.
2020 produzierte der Hessische Rundfunk drei Folgen der Serie Crime Time, die sich mit den Ermittlungen im Mordfall befassen.
Der Fall wurde ausführlich in der ersten Folge XY gelöst im Jahr 2022 behandelt.